# Bourisp
Bourisp település Franciaországban, Hautes-Pyrénées megyében. Lakosainak száma 190 fő (2022. január 1.). Bourisp Guchan, Camparan, Estensan, Sailhan és Vielle-Aure községekkel határos.

## Népesség
A település népességének változása:
| Lakosok száma | 152  | 157  | 158  | 162  | 163  | 164  | 165  | 173  | 182  | 190  |
|               | 2010 | 2013 | 2015 | 2016 | 2017 | 2018 | 2019 | 2020 | 2021 | 2022 |